# Agathia veneranda
Agathia veneranda là một loài bướm đêm trong họ Geometridae.